# Couple migratoire
Un couple migratoire est une configuration particulière de migration humaine, qui se produit lorsqu'une seule nationalité est dominante dans un seul pays d'accueil. Les couples migratoires s'expliquent par une origine coloniale : plus de 90 % des Algériens en Europe sont en France, la plupart des Indiens et des Pakistanais en Europe sont implantés au Royaume-Uni, et les Africains des anciennes colonies portugaises vont en priorité au Portugal.
Un modèle proche de configuration migratoire est le modèle « quasi-diasporique », qui existe quand une nationalité se retrouve dans plusieurs pays européens : c’est le cas des Turcs, première nationalité non européenne en Europe par le nombre (plus de trois millions), répartis entre plusieurs pays dont l'Allemagne, mais aussi des Marocains qui figurent parmi les nationalités les plus nombreuses en France, en Espagne, en Italie, en Belgique et aux Pays Bas.

## Exemples de couples migratoires
- États-Unis / Mexique[3]
- Allemagne / Turquie[4]
- France / Algérie[1]
- Suède / Finlande[3]
- Royaume-Uni / Pakistan
- Grande-Bretagne / Irlande[3]
- Bolivie / Argentine[5]